# FDP-Bundesparteitag 1970
Koordinaten: 50° 44′ 27,3″ N, 7° 6′ 17,7″ O

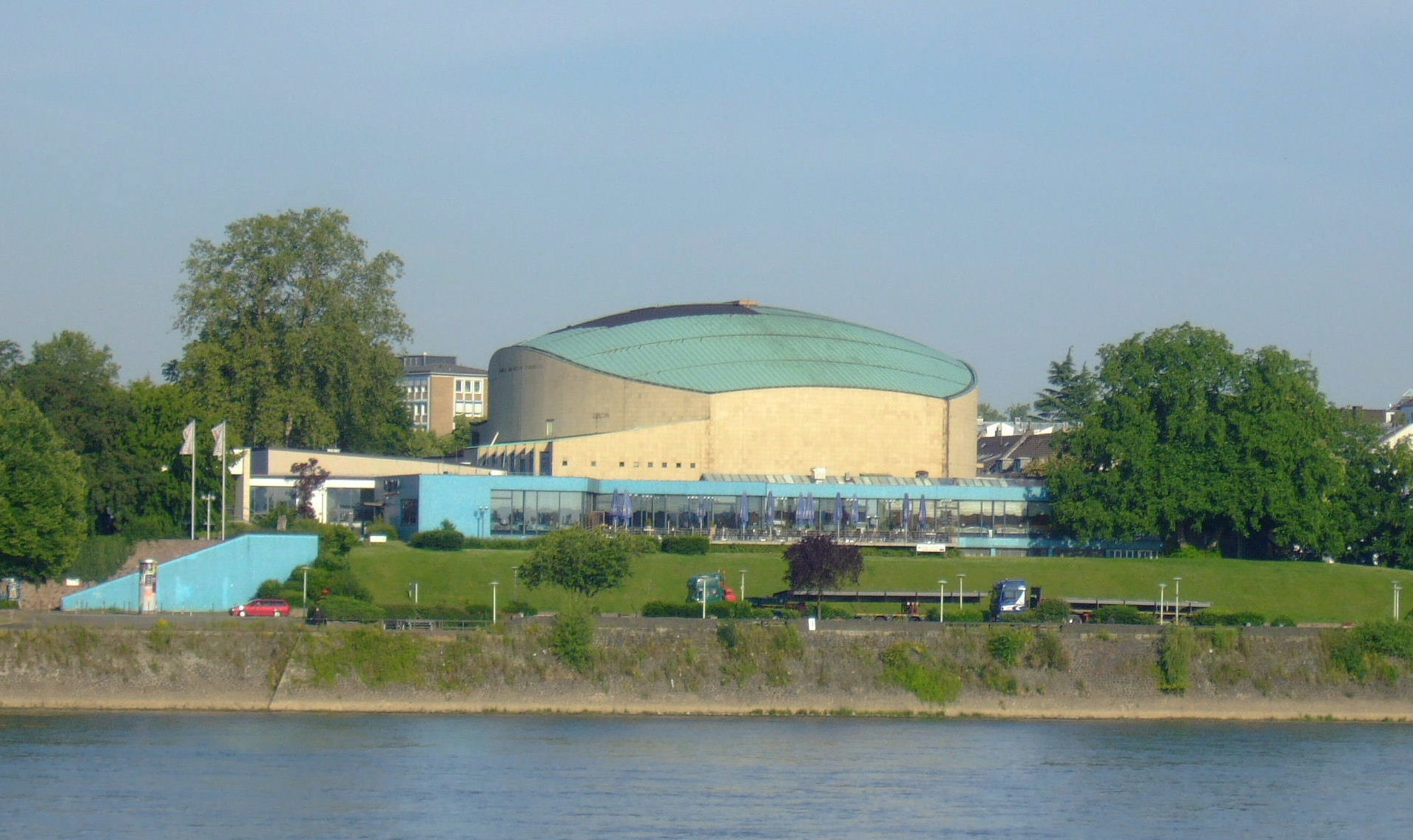
Beethovenhalle

Den Bundesparteitag der FDP 1970 hielt die FDP vom 22. bis 24. Juni 1970 in Bonn ab. Es handelte sich um den 21. ordentlichen Bundesparteitag der FDP in der Bundesrepublik Deutschland. Die Veranstaltung fand in der Beethovenhalle statt.

## Beschlüsse
Auf diesem Parteitag wurde Walter Scheel in seinem Amt als Parteivorsitzender bestätigt. Josef Ertl, Hans-Dietrich Genscher, Hildegard Hamm-Brücher und Wolfgang Mischnick hielten Grundsatzreden.
Der Parteitag fasste Beschlüsse zum Artikel 10 des Grundgesetzes (Brief-, Post- und Fernmeldegeheimnis), zur Presse- und Informationsfreiheit, zur Volljährigkeit, zur Ehescheidung, zum Familienrecht, zum Sexualstrafrecht, zum Ausländergesetz, zum Computermissbrauch, zum Umweltschutz, zur Agrarpolitik, zur Forschungs- und Entwicklungsförderung, zum Bildungsurlaub, zur Studiengebührenfreiheit, zur Weiterbildung und zur Deutschland- und Außenpolitik.

## Delegiertenschlüssel
Insgesamt wurden zum Bundesparteitag 400 Delegierte eingeladen. Nach dem Mitgliederstand der Landesverbände zum 31. Dezember 1969 (200 Delegierte) und den Wählerstimmenzahlen (200 Delegierte) der Bundestagswahl vom 28. September 1969 (Berlin: Wahl zum Abgeordnetenhaus vom 12. März 1967) standen den Landesverbänden die folgenden Delegiertenrechte zu. Die Berechnung durch die Bundesgeschäftsstelle erfolgte am 20. März 1970 und wurde den Landesverbänden mitgeteilt.
Nach dem Mitgliederbestand der Landesverbände und den Wählerstimmen ergab sich folgender Delegiertenschlüssel:
| Delegiertenrechte zum Bundesparteitag | Delegiertenrechte zum Bundesparteitag | Delegiertenrechte zum Bundesparteitag | Delegiertenrechte zum Bundesparteitag | Delegiertenrechte zum Bundesparteitag | Delegiertenrechte zum Bundesparteitag | Delegiertenrechte zum Bundesparteitag |
| Landesverband                         | Delegierte nach Mitgliederzahl        | Delegierte nach Mitgliederzahl        | Delegierte nach Wählerstimmen         | Delegierte nach Wählerstimmen         | Summe                                 |                                       |
| ------------------------------------- | ------------------------------------- | ------------------------------------- | ------------------------------------- | ------------------------------------- | ------------------------------------- | ------------------------------------- |
| Baden-Württemberg                     | 7.386                                 | 25                                    | 343.350                               | 34                                    | 59                                    |                                       |
| Bayern                                | 4.913                                 | 17                                    | 232.880                               | 23                                    | 40                                    |                                       |
| Berlin                                | 1.216                                 | 4                                     | 103.973                               | 10                                    | 14                                    |                                       |
| Bremen                                | 623                                   | 2                                     | 41.554                                | 4                                     | 6                                     |                                       |
| Hamburg                               | 1.811                                 | 6                                     | 73.206                                | 7                                     | 13                                    |                                       |
| Hessen                                | 5.293                                 | 18                                    | 208.325                               | 21                                    | 39                                    |                                       |
| Niedersachsen                         | 6.153                                 | 21                                    | 230.471                               | 23                                    | 44                                    |                                       |
| Nordrhein-Westfalen                   | 18.869                                | 65                                    | 526.861                               | 53                                    | 118                                   |                                       |
| Rheinland-Pfalz                       | 3.903                                 | 13                                    | 128.650                               | 13                                    | 26                                    |                                       |
| Saarland                              | 3.997                                 | 14                                    | 42.254                                | 4                                     | 18                                    |                                       |
| Schleswig-Holstein                    | 4.332                                 | 15                                    | 75.871                                | 8                                     | 23                                    |                                       |
| Bundesgebiet mit Berlin               | 58.496                                | 200                                   | 2.007.395                             | 200                                   | 400                                   |                                       |
| Bundesgebiet ohne Berlin              |                                       |                                       | 1.903.422                             |                                       |                                       |                                       |

## Bundesvorstand
Dem Bundesvorstand gehörten nach der Neuwahl 1970 an:
| Vorsitzender                 | Walter Scheel |
| Stellvertretende Vorsitzende | Hans-Dietrich Genscher, Wolfgang Mischnick, Hermann Müller |
| Schatzmeister                | Hans Wolfgang Rubin |
| Beisitzer                    | Josef Ertl, Liselotte Funcke, Werner Maihofer |
| Weitere Beisitzer            | Hermann Ferdinand Arning, Martin Bangemann, Gerhart Baum, William Borm, Ralf Dahrendorf, Wolfram Dorn, Hermann Eicher, Ulrich Graf, Rötger Groß, Hildegard Hamm-Brücher, Winfrid Hedergott, Kurt Jung, Heinz Herbert Karry, Reinhard Koch, Heinrich Kohl, Wolfgang Lüder, Fritz Oellers, Hermann Oxfort, Walter Peters, Gerhart Raichle, Uwe Ronneburger, Helga Schuchardt, Kurt Spitzmüller, Willi Weyer |
| Ehrenpräsident               | Reinhold Maier |
| Mitglieder per Amt           | Knut von Kühlmann-Stumm (Vertreter der Bundestagsfraktion), Heiner Bremer (Vertreter der DJD) |